# Lamb (2021)
Lamb (bra: Lamb) é um filme de terror folclórico de 2021 dirigido por Valdimar Jóhannsson, que também co-escreveu o roteiro com Sjón. O enredo do filme é sobre o nascimento de um híbrido humano/ovelha de origem misteriosa e o casal que adota a criança como se fosse seu. Uma coprodução internacional entre Islândia, Suécia e Polônia, o filme é estrelado por Noomi Rapace e marca a estreia de Valdimar na direção de longas-metragens. Rapace e Béla Tarr foram os produtores executivos. Após a estreia no Festival de Cinema de Cannes de 2021, o filme foi lançado na Islândia em 24 de setembro de 2021. Foi selecionado como a entrada islandesa para o Melhor Longa-Metragem Internacional no 94º Oscar.